# Петкович, Бруно
Бру́но Пе́ткович (хорв. Bruno Petković; род. 16 сентября 1994, Меткович, Дубровачко-Неретванска) — хорватский футболист, нападающий загребского «Динамо» и сборной Хорватии. Участник двух чемпионатов Европы (2020 и 2024) и чемпионата мира 2022.

## Карьера
Родившийся в хорватском Метковиче Бруно Петкович начинал заниматься футболом в местных футбольных клубах, а в 2007 году присоединился к загребскому «Динамо», после чего сменил ещё ряд загребских команд. 27 августа 2012 года он перешёл в итальянскую «Катанию». 19 мая 2013 года Петкович дебютировал в итальянской Серии А, выйдя на замену в самой концовке гостевого поединка против «Торино». Первую половину сезона 2014/15 хорват на правах аренды провёл за команду итальянской Серии B «Варезе», а вторую — за команду итальянской Профессиональной лиги «Реджана». Затем он играл за клуб Серии B «Виртус Энтелла», а с февраля 2016 года представлял команду той же лиги «Трапани».
В начале 2017 года Бруно Петкович перешёл в «Болонью», за которую провёл ряд матчей в Серии А. Вторую половину сезона 2017/18 он на правах аренды отыграл за аутсайдера Серии А «Эллас Верону». В августе 2018 года Петкович был арендован загребским «Динамо».
В сезоне 2021/22 Петкович играя за «Динамо» заработал курьезное удаление пробивая пенальти. В игре против «Истры» нападающий заработал 11-метровый, но после свистка судьи к мячу подошел шагом, остановился и после паузы пробил в угол, забив гол. Судья по правилам посчитал это нарушением (нельзя совершать обманные движения после того, как игрок завершил разбег) и показал желтую карточку, которая стала для Петковича второй в этом матче.
На чемпионате мира 2022 года в матче 1/4 финала против Бразилии вышел на замену на 72-й минуте, а на 117-й минуте сравнял счёт (1:1). Хорватия затем победила в серии пенальти. Также выходил на замену в полуфинале против Аргентины (0:3) и матче за третье место против Марокко (2:1), но мячей на забивал.

## Достижения
- Орден Хорватской звезды с ликом Франьо Бучара (15 ноября 2023 года)[5].